# Peggy Ashcroft
Edith Margaret Emily «Peggy» Ashcroft DBE (Surrey, 22 de desembre de 1907 - Londres, 14 de maig de 1991) fou una actriu anglesa, que s'inicià en el cinema amb la pel·lícula Els trenta-nou graons d'Alfred Hitchcock encarnant a la grangera que ajuda a Richard a fugir.
Preferint quedar-se al Regne Unit abans que marxar a Hollywood, es dedicà principalment al teatre. Fou a finals dels anys 1960 que rodà més: després de Secret Ceremony de Joseph Losey el 1968, se la veié a Diumenge, maleït diumenge de John Schlesinger el 1971, Passatge a l'Índia de David Lean el 1985 (que li valgué un Oscar) i Madame Souzatska de John Schlesinger el 1988.
Foren netes seves la periodista francesa Manon Loizeau, Premi Albert Londres 2006, i la cantant francesa Emily Loizeau, Premi Constantin 2009.

## Filmografia
- 1933: The Wandering Jew: Olalla Quintana
- 1935: Els trenta-nou graons (The 39 Steps): Margaret Crofter
- 1936: Rhodes of Africa: Anna Carpenter
- 1939: A People Eternal: Alloyah Quintino
- 1939: Twelfth Night (TV): Viola
- 1939: The Tempest (TV): Miranda
- 1940: Channel Incident: The Woman
- 1941: Quiet Wedding: Flower Lisle
- 1959: Història d'una monja (The Nun's Story): Sor Mathilde (Africa)
- 1965: War of the Roses (fulletó TV): Margaret
- 1968: From Chekhov with Love (TV)
- 1968: Tell Me Lies
- 1968: Secret Ceremony: Hannah
- 1969: Three Into Two Won't Go: Belle
- 1971: Diumenge, maleït diumenge (Sunday Bloody Sunday): Mrs. Greville
- 1973: Der Fußgänger: Lady Gray
- 1977: Joseph Andrews: Lady Tattle
- 1978: Hullabaloo Over Georgie and Bonnie's Pictures (TV): Lady Gee
- 1978: Edward & Mrs. Simpson (fulletó Tv): Queen Mary
- 1980: Cream in My Coffee (TV): Jean Wilsher
- 1984: The Jewel in the Crown (fulletó TV): Barbie Batchelor
- 1984: Passatge a l'Índia (A Passage to India): Mrs. Moore
- 1986: Murder by the Book (TV): Agatha Christie
- 1986: When the wind blows: Hilda Bloggs (veu)
- 1987: A Perfect Spy (fulletó Tv): Miss Dubber
- 1988: Madame Sousatzka: Lady Emily
- 1989: She's Been Away (TV): Lillian Huckle
- 1989: The Heat of the Day (TV): Nettie
- 1989: The Wars of the Roses (sèrie TV): Margaret

## Premis
- Oscar a la millor actriu secundària per Passatge a l'Índia (1986)
- Globus d'Or a la millor actriu secundària per Passatge a l'Índia (1985)
- BAFTA a la millor actriu de televisió per Cream in My Coffee (1981)
- BAFTA a la millor actriu de televisió per The Jewel in the Crown (1985)
- BAFTA a la millor actriu secundària per Passatge a l'Índia (1986)